# بیمارستان نمازی
بیمارستان نمازی بیمارستانی آموزشی-درمانی تحت پوشش دانشگاه علوم پزشکی شیراز واقع در شهر شیراز در استان فارس ایران است. این بیمارستان در سال ۱۳۳۴ خورشیدی با ۳۰۰ تخت بیمارستانی به دست محمد نمازی بنیان‌گذاری شد و در آن زمان مجهزترین بیمارستان خاورمیانه به‌شمار می‌رفت. توسعه بیمارستان در سال‌های بعد ادامه یافت و هم‌اکنون حدود ۱۰۰۰ تخت‌خواب در این بیمارستان فعال است.
بیمارستان نمازی یک بیمارستان عمومی، تخصصی و فوق تخصصی ارجاعی است که با دارا بودن حدود ۴۵۰۰ نفر پزشک و پرسنل و حضور استادان مطرح در سطح کشور و بین‌الملل، علاوه بر استان فارس به بیماران استان‌های مجاور نیز خدمات درمانی ارائه می‌دهد. سالانه حدود ۲۴٬۰۰۰ مورد بستری و ۱۶٬۰۰۰ مورد عمل جراحی در این بیمارستان انجام می‌شود.

## پیشینه
ساخت بنای بیمارستان نمازی در سال ۱۳۳۱ خورشیدی به دست محمد نمازی در باغی به مساحت ۲۵ هکتار و زیربنای ۷٬۵۰۰ مترمربع آغاز و در سال ۱۳۳۴ در ۳۰۰ تخت بیمارستانی بنیان‌گذاری شد. پس از تأسیس بیمارستان نیروهای متخصصی از آمریکا جهت کار در این مرکز روانه شیراز شدند. در سال ۱۳۵۱ نمازی تصمیم به توسعه بیمارستان گرفت اما در بیستم فروردین ماه آن سال درگذشت. توسعه بیمارستان در سال‌های بعد ادامه یافت و در سال ۱۳۶۷ تعداد تخت‌های بیمارستان به بیش از ۶۰۰ و تا سال ۹۶ به ۸۲۴ تخت رسید. نمازی به منظور دسترسی سریع به پزشکان معالج بیمارستان، اقدام به احداث تعداد ۲۲ ویلا و تعدادی آپارتمان مسکونی در بخشی از باغ نمود که اکنون نیز محل سکونت تعدادی از پزشکان و پرسنل بیمارستان است.
بیمارستان نمازی نخستین دارندهٔ سیستم مدارک پزشکی به شکل امروزی در کشور است. این بیمارستان همچنین نخستین مرکز درمانی در کشور است که عمل پیوند عضو در آن انجام شده است. مرکز پزشکی هسته‌ای بیمارستان نمازی، بزرگ‌ترین بخش ارائه کننده خدمات در این حوزه است.

## بخش‌ها

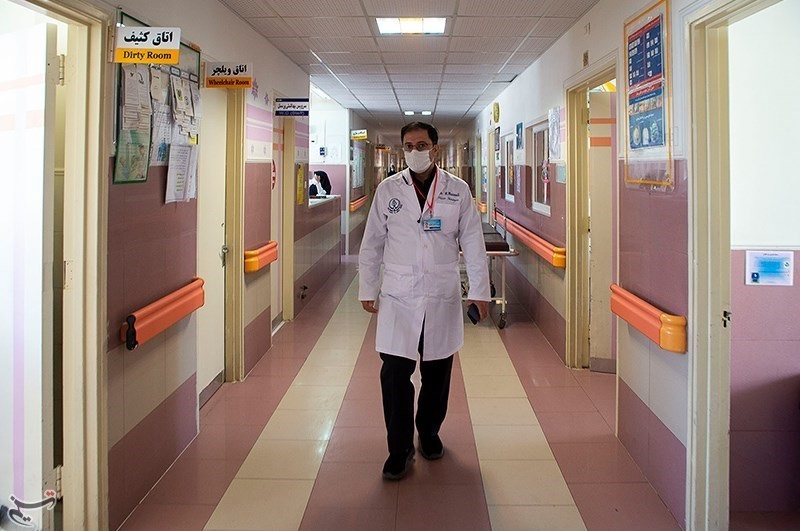
نمایی از بیمارستان

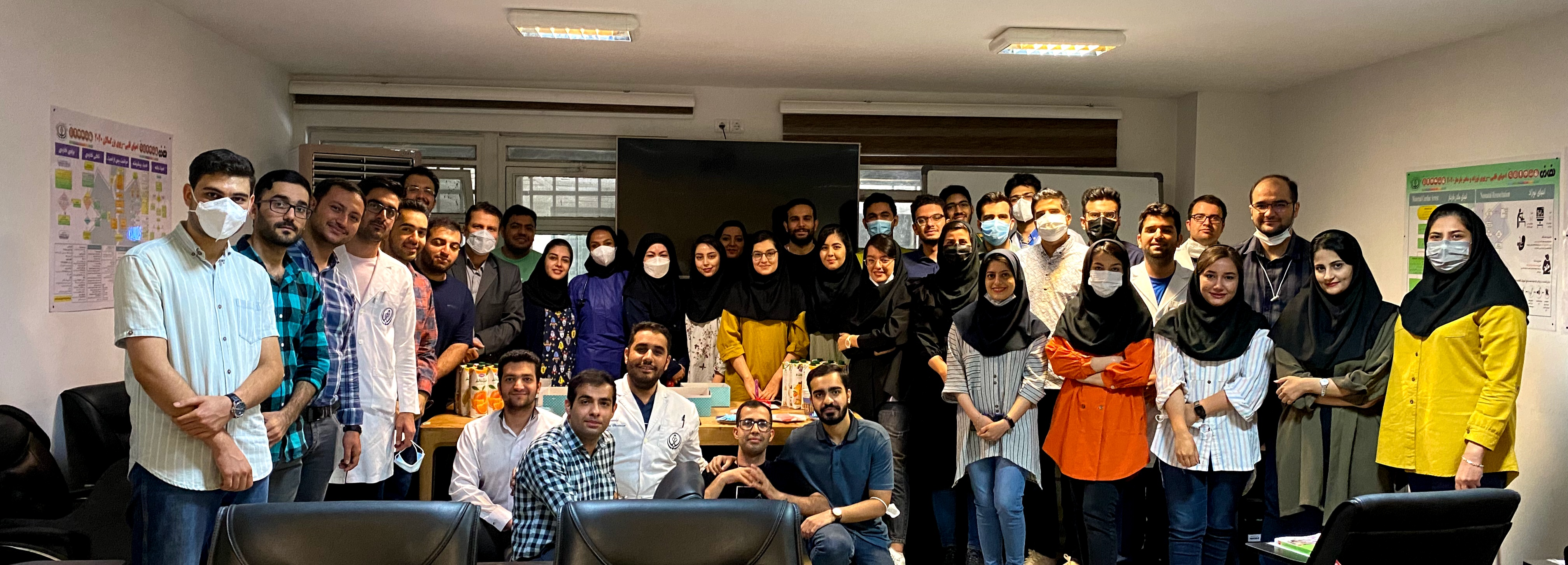
شیرینی فارغ‌التحصیلی جمعی از اینترن‌های ورودی مهر ۱۳۹۴ پزشکی شیراز - بخش طب اورژانس بیمارستان نمازی (تیر ۱۴۰۱)

این بیمارستان دارای یک بخش معاینه اولیه، چهار بخش اورژانس، ۲۹ بخش بستری در چهار گروه داخلی، جراحی، ویژه و کودکان، ۹ بخش پاراکلینیک و ۹ بخش سرپایی است.
بخش‌های اورژانس شامل اسکرین و تریاژ، درمان حاد دو الف، درمان حاد دو ب (اورژانس قلب)، ارزیابی و درمان بالینی، ICU اورژانس، اورژانس کودکان، اورژانس نوزادان؛ بخش‌های داخلی شامل داخلی عمومی ۱، داخلی عمومی ۲، داخلی گوارش، داخلی کلیه و غدد، داخلی بیماری‌های خون، داخلی مغز و اعصاب ۱، داخلی مغز و اعصاب۲، پیوند مغز استخوان، مراقبت‌های قلبی ۱، مراقبت‌های قلبی ۳؛ بخش‌های جراحی شامل مراقبت‌های پس از بیهوشی، جراحی۱، جراحی۳، جراحی کودکان، جراحی قلب، جراحی پلاستیک و ترمیمی، جراحی استخوان و مفاصل، جراحی مغز و اعصاب، جراحی کلیه و مجاری ادراری؛ بخش‌های ویژه شامل پیوند اعضاء - کلیه و کبد، مراقبت‌های ویژه مرکزی، مراقبت‌های قلبی ۲، مراقبت‌های ویژه داخلی، مراقبت‌های ویژه داخلی نوزادان، مراقبت‌های ویژه داخلی کودکان، مراقبت‌های ویژه جراحی، مراقبت‌های ویژه جراحی مغز و اعصاب ۱، مراقبت‌های ویژه جراحی مغز و اعصاب ۲، مراقبت‌های ویژه جراحی نوزادان، مراقبت‌های ویژه جراحی کودکان؛ بخش‌های کودکان شامل داخلی کودکان ۱، داخلی کودکان ۲، داخلی کودکان ۳؛ بخش‌های پاراکلینیک شامل آزمایشگاه (ایمونو سرولوژی، انگل‌شناسی، بانک خون، بیوشیمی، تجزیه ادرار، خون‌شناسی، سیتولوژی، میکروب‌شناسی، آزمایشگاه کنترل کیفی)، پزشکی هسته‌ای، تدارکات جراحی، داروخانه، رادیولوژی (آنژیوگرافی، ام.آر. آی، رادیوگرافی، سونوگرافی، سی تی اسکن، فلوروسکوپی، ماموگرافی)، فیزیوتراپی، نوار قلب، سنجش تراکم استخوان، سنجش گازهای خون و بخش‌های سرپایی شامل آندوسکوپی، اکوکاردیوگرافی کودکان، اکوکاردیوگرافی بزرگسال، آنژیوگرافی قلب و عروق، پزشکی هسته ای، همودیالیز کودکان، همودیالیز بزرگسالان، سنگ‌شکن، شیمی درمانی می‌شوند.

## مراکز تحقیقاتی
شش مرکز تحقیقاتی در بیمارستان نمازی فعالیت می‌کنند که عبارتند از:
- مرکز تحقیقات پیوند اعضاء
- مرکز تحقیقات تروما
- مرکز تحقیقات خون‌شناسی
- مرکز تحقیقات غدد و متابولیسم
- مرکز تحقیقات گوارش و کبد
- مرکز تحقیقات میکروب‌شناسی بالینی استاد البرزی